# Chiara Di Iulio
Chiara Di Iulio (Avezzano, 5 maggio 1985) è un'ex pallavolista italiana, di ruolo schiacciatrice.

## Biografia
È la sorella maggiore della pallavolista Isabella Di Iulio.

## Carriera

### Club
Fa il suo esordio nella pallavolo nel 1996 con la Marruviana, in Serie D; dopo tre stagioni passa al Tortoreto in Serie A2, per poi ritornare in Serie B2 nell'anno successivo con il Montesilvano Volley. Nella stagione 2001-02 fa il suo esordio nella serie A1 col Vicenza, anche se nel mese di dicembre viene ceduta al Padova, in serie A2, con la quale disputa il resto della stagione e anche quella successiva.
Nella stagione 2003-04 viene ingaggiata dalla Sirio Perugia in serie A1, dove vincerà i suoi trofei più importanti, pur partendo spesso dalla panchina. Nella stagione 2004-05 con la squadra umbra vince il campionato, la Coppa CEV e la Coppa Italia, mentre in quella successiva si aggiudica la Supercoppa italiana, la Coppa di Lega e la Champions League.
Nelle tre stagioni successive è in tre squadre diverse: prima alla Robursport Pesaro, poi al Forlì e infine alla Brunelli Nocera Umbra, squadra di serie A2. Nella stagione 2009-10 ritorna in serie A1 ingaggiata dalla Robur Tiboni Urbino, con la quale vince la Coppa CEV 2010-11.
Per la stagione 2011-12 viene ingaggiata dal Bergamo, club col quale vince la Supercoppa italiana.
Nella stagione 2013-14 si trasferisce per la prima volta all'estero con la maglia dell'Azəryol, squadra della Superliqa azera, mentre nella stagione successiva ritorna in Italia vestendo la maglia del River di Piacenza, vincendo una Supercoppa italiana. Per il campionato 2015-16 difende i colori dalla LJ di Modena, mentre per quella successiva si accorda con la Savino Del Bene, ma nell'estate 2016 annuncia la propria gravidanza, sospendendo l'attività agonistica. Rientra in campo per la stagione 2017-18 accasandosi al San Casciano, mentre nella stagione successiva è al Filottrano, sempre in Serie A1: tuttavia nel gennaio 2019 lascia la squadra per concludere l'annata al club turco del VakıfBank, in Sultanlar Ligi.
Ritorna nella massima divisione italiana nella stagione 2019-20 firmando per l'AGIL di Novara; nell'estate 2020 annuncia il proprio ritiro dall'attività agonistica.

### Nazionale
Con la nazionale italiana, nell'estate del 2005 vince la medaglia di bronzo ai XV Giochi del Mediterraneo, mentre nel 2013 si aggiudica l'oro ai XVI Giochi del Mediterraneo.

## Palmarès

### Club
- Campionato italiano: 1

2004-05
- Coppa Italia: 1

2004-05
- Supercoppa italiana: 3

2006, 2011, 2014
- Coppa di Lega: 1

2006
- Champions League: 1

2005-06
- Coppa CEV: 1

2010-11
- Coppa CEV: 1

2004-05

### Nazionale (competizioni minori)
- Giochi del Mediterraneo 2005
- Piemonte Woman Cup 2010
- Giochi del Mediterraneo 2013

### Premi individuali
- 2011 - Coppa CEV: MVP